# Nemer Tetay
Nemer Yesid Tetay Silva (Pueblo Nuevo, Ariguaní, Magdalena, 22 de agosto de 1980) es un acordeonista colombiano del género vallenato. 

## Biografía
Es el segundo de tres hijos nacidos del matrimonio de Guido Tetay Medina y Betty Silva Navarro. Sus hermanos son Ian Amín y Hader Francisco.
De ascendencia libanesa, radicado en Valledupar desde 1985, realizó sus estudios de primaria en la concentración Enrique Pupo Martínez de la ciudad de Valledupar, posteriormente estudió bachillerato en el Colegio Nacionalizado Upar de la misma ciudad; es Ingeniero Agroindustrial de profesión, graduado en la Universidad Popular del Cesar -UPC- (Colombia), lleva en su historial 56 coronas como Rey Vallenato en los diferentes festivales de la geografía nacional colombiana, lo que respalda el respeto que le profesan en la Ciudad del Cacique Upar; dentro de las cuales se destacan:   
- Rey Vallenato Aficionado año 2000, Festival de la leyenda Vallenata

- Rey Vallenato Profesional año 2004, Festival Cuna de Acordeones
- Rey Vallenato profesional año 2004, Festival del Río Grande de la Magdalena
- Rey Vallenato profesional año 2005, Festival provinciano de Acordeones en Pivijay, Magdalena
- Rey Vallenato profesional año 2018, Festival Nacional del son, en Ariguaní, Magdalena

Su estilo, a juicio de quienes pregonan y difunden los cánones de la música vallenata, marca un equilibrio entre lo tradicional y la tendencia avanzada que muestran los acordeonistas actuales. Según lo cual, Nemer Tetay, como pocos, amalgama virtudes de digitación, pulsación, creatividad y de intuición en el músico espontáneo, lo cual le hace un firme aspirante a la corona en cada uno de los festivales donde se ha presentado.
No solo es un virtuoso a la hora de ejecutar el acordeón, dicen quienes lo conocen, es un gran ser humano, muy cordial y responsable con sus compromisos. 
Su primer trabajo discográfico lo realizó al lado de Mayra Argüelles. Después se unió con Erick Escobar, luego con Silvio de Jesús Brito Medina, uno de los grandes del Folclor Vallenato; en 2017 se integró a la Agrupación musical de Nelson Velásquez; por espacio de un año, actualmente trabaja en proyectos musicales propios; con todas las agrupaciones donde laboró tuvo la oportunidad de visitar varios países dentro de los cuales se destacan México, Ecuador, EE. UU., Venezuela, Panamá, entre otros. 
Reside en Valledupar junto a su esposa Belinda Dau Rubio, una profesional en Instrumentación quirúrgica, oriunda de Astrea-César,(Colombia) y su hija Linda Daniela.

## Discografía
Imágenes de Amor (2002) Con: Mayra Arguelles
- Imágenes de Amor (Josué Rodríguez)
- Ay si si (Luis Ariel Rey)
- Contigo se fue mi Vida (Iván Calderón)
- Cuando el  Amor se aleja (Wilson Sánchez)
- Ni me Miras (Alberto "Tico" Mercado)
- El Papito del Año (Juan Manuel Pérez)
- Hoy Puedes Entrar (María José Ospino)
- Atrévete a Quererme (Dagoberto "el Negrito" Osorio)
- Amor Oculto (Melky Suárez)
- Este si es el Mio (Ubaldo Melo)
- Yo sé que Nunca (Alejandro Sarmiento)
- Quisiera Tenerte (Fredy Carrillo)
- Queriéndote Abrazar (Wilfran Castillo)

En Otro Idioma (2006)
Con: Erick Escobar
- Amor Imposible (Omar Geles)
- Te Extraño (Fabián Corrales)
- En Otro Idioma (Kaleth Morales)
- No te Culpes (Wilfrán Castillo)
- El Amor por Ella (Tico Mercado)
- La Culebra (Freddy Carrillo)
- No sé Qué va Pasar (María José Ospino)
- Loco de Amor (Jeiner López)
- Vaya Pues (Silvestre Dangond)
- No es Suficiente (Omar Geles)
- Este Corazón (José Valencia)
- Te Deseo Suerte (Alejandro Sarmiento)
- A Grito de Esperanza (Álex Ubago)
- Ámame (Lucho Alonso)

Otra Dimensión Del Vallenato (2009)
Con: Silvio Brito
- No mires atrás  (Carlos “El Cape” Medina)
- A tu lado por siempre (Alejandro Sarmiento)
- No sé olvidar (Freddy Carrillo)
- Nací para amarte (Jorge Valbuena)
- Para ver si te olvido (Alberto "Tico" Mercado)
- Mosaico Colombiano (Varios)
- Un canto de amor (Romualdo Brito)
- Atrévete (Robert Oñate)
- El pura sangre (Armando Núñez)
- Eterno Adiós (Dr. alain Cárcamo)
- Mírame de frente (Arístides Loperena)
- Navidad sin ti (Marco Antonio Solís)
- No sientas pena (Marciano Martínez)

- Datos: Q6039759